# Радельхіз I (князь Беневентський)
Радельхіз I (†851), князь Беневентський (839—851), до цього скарбник князя Сікарда, якого убили за його намовою.
Після смерті Сікарда Радельхіз ув'язнив його брата Сіконульфа, якого пізніше визволив союзник Сікарда правитель Капуї Ландульф Старий. Сіконульф утік до Салерно, де проголосив себе князем, поклавши, таким чином, початок громадянській війні та роз'єднанню Беневентського князівства.
У 841 Радельхіз запросив сарацинських найманців для ведення війни з Сіконульфом. Сарацини Радельхіза пограбували Капую. Сіконульф також найняв загони сарацинів для ведення бойових дій проти Радельхіза. Громадянська війна за участю сарацинів настільки стурбувала короля Італії Людовика II, що він був змушений втрутитися, примирити суперників і прогнати сарацинів з князівства.
Престол Радельхіза спадкував його син Радельгар.